# Paroisse de Clair
Cet article concerne la localité canadienne. Pour le village voisin, voir Clair (Nouveau-Brunswick). Pour les autres significations, voir Clair.
La paroisse de Clair est à la fois une paroisse civile et un ancien district de services locaux (DSL) canadien du comté de Madawaska, au nord-ouest du Nouveau-Brunswick.

## Toponyme
La paroisse est nommée ainsi d'après le village de Clair, lui-même nommé en l'honneur de Peter Clair (1817-1902), originaire du comté de Clare en Irlande.

## Géographie

Situation de la Paroisse de Clair dans le comté de Madawaska.

La paroisse comprend le hameau de Caron-Brook.
La paroisse de Clair est généralement considérée comme faisant partie de l'Acadie, quoique l'appartenance des Brayons à l'Acadie fasse l'objet d'un débat.

## Histoire
Concession-des-Lang est fondé à la fin du XIXe siècle par des Acadiens originaires du comté, sous le nom de Long Settlement. La municipalité du comté de Madawaska est dissoute en 1966. La paroisse de Clair devient un district de services locaux en 1967.

## Économie
Entreprise Madawaska, membre du Réseau Entreprise, a la responsabilité du développement économique.

## Administration

### Comité consultatif
En tant que district de services locaux, la paroisse de Clair est en théorie administré directement par le Ministère des Gouvernements locaux du Nouveau-Brunswick, secondé par un comité consultatif élu composé de cinq membres dont un président. Il n'y a actuellement aucun comité consultatif.

### Commission de services régionaux
La paroisse de Clair fait partie de la Région 1, une commissions de services régionaux (CSR) devant commencer officiellement ses activités le 1er janvier 2013. Contrairement aux municipalités, les DSL sont représentés au conseil par un nombre de représentants proportionnels à leur population et leur assiette fiscale. Ces représentants sont élus par les présidents des DSL mais sont nommés par le gouvernement s'il n'y a pas assez de présidents en fonction. Les services obligatoirement offerts par les CSR sont l'aménagement régional, l'aménagement local dans le cas des DSL, la gestion des déchets solides, la planification des mesures d'urgence ainsi que la collaboration en matière de services de police, la planification et le partage des coûts des infrastructures régionales de sport, de loisirs et de culture; d'autres services pourraient s'ajouter à cette liste.

### Représentation et tendances politiques
Nouveau-Brunswick: La paroisse de Clair fait partie de la circonscription provinciale de Madawaska-les-Lacs, qui est représentée à l'Assemblée législative du Nouveau-Brunswick par Yvon Bonenfant, du Parti progressiste-conservateur. Il fut élu en 2010.
 Canada: La paroisse de Clair fait partie de la circonscription fédérale de Madawaska—Restigouche, qui est représentée à la Chambre des communes du Canada par Jean-Claude D'Amours, du Parti libéral. Il fut élu lors de la 38e élection générale, en 2004, puis réélu en 2006 et en 2008.

## Vivre dans la paroisse de Clair
Le bureau de poste et le détachement de la Gendarmerie royale du Canada le plus proche est à Clair. Le poste d'Ambulance Nouveau-Brunswick le plus proche est plutôt à Saint-François-de-Madawaska. L'hôpital régional d'Edmundston dessert la région.
Les francophones bénéficient du quotidien L'Acadie nouvelle, publié à Caraquet, ainsi qu'à l'hebdomadaire L'Étoile, de Dieppe. Ils ont aussi accès aux hebdomadaires Le Madawaska et La République, d'Edmundston. Les anglophones bénéficient des quotidiens Telegraph-Journal, publié à Saint-Jean, et The Daily Gleaner, publié à Fredericton.